# Bitwa pod Piski
Bitwa pod Piski – starcie zbrojne, które miało miejsce w roku 1849.

## Historia
Do bitwy doszło wkrótce po zakończonej porażką Węgrów bitwie pod Szászváros. Siły węgierskie liczące 5 500 ludzi pod dowództwem generała Farkasa Kemény zajęły pozycje za rzeczką Stryg. Dnia 9 lutego pozycje węgierskie zaatakowały oddziały austriackie dowodzone przez generała Antona Puchnera w sile 6 925 ludzi. W trakcie walki, Węgrzy odparli 3 ataki piechoty austriackiej na most. Wówczas z odsieczą nadciągnął 2-tysięczny oddział generała Józefa Bema. Po przekroczeniu brodu, nowe oddziały uderzyły natychmiast w centrum wojsk austriackich w okolicy wsi Piski. Austriakom udało się początkowo zepchnąć Węgrów z powrotem za most, jednak kolejny atak oddziałów Józefa Bema ostatecznie wyparł ich na drugi brzeg i zmusił do odwrotu. Straty węgierskie wyniosły 700 zabitych i rannych, Austriacy utracili 2 000 zabitych i rannych. 